# 西班牙國家文物古蹟
西班牙國家文物古蹟（西班牙語：Bien de Interés Cultural）是西班牙的一个文化遗产註冊类别。  在西班牙，物质遗产和非物质文化遗产都可以申請註冊為西班牙國家文物古蹟。西班牙國家文物古蹟從1985年起開始接受註冊。              